# Hans Eberle
Hans Eberle es un deportista alemán que compitió en piragüismo en la modalidad de aguas tranquilas. Ganó dos medallas en el Campeonato Mundial de Piragüismo de 1938, oro en la prueba de K2 1000 m y plata en la prueba de K2 10 000 m.

## Palmarés internacional
| Campeonato Mundial | Campeonato Mundial | Campeonato Mundial | Campeonato Mundial |
| Año                | Lugar              | Medalla            | Competición        |
| ------------------ | ------------------ | ------------------ | ------------------ |
| 1938               | Vaxholm (Suecia)   | Medalla de oro     | K2 1000 m          |
| 1938               | Vaxholm (Suecia)   | Medalla de plata   | K2 10 000 m        |